# Elizabeth Franz
Elizabeth Franz (* 18. Juni 1941 in Akron, Ohio als Elizabeth Frankovich) ist eine US-amerikanische Schauspielerin.

## Leben und Werk
Elizabeth Franz wurde 1980 mit einem Obie Award für ihre Rolle in Sister Mary Ignatius Explains It All for You prämiert. 1999 wurde sie mit einem Tony Award in der Kategorie „Beste Nebendarstellerin“ für ihre Rolle in dem Stück Tod eines Handlungsreisenden ausgezeichnet. Außerdem war sie 1983 und 2002 für ihre Rollen in Brighton Beach Memoirs und Morning’s at Seven ebenfalls für einen Tony Award nominiert. 2005 gewann sie beim NYC Home Film Festival einen Best Actress Award für ihre Rolle im Kurzfilm The Reader.
Bis zu dessen Tod 1990 war Franz mit dem Schauspieler Ed Binns verheiratet.

## Filmografie
- 1981: The House of Mirth (Fernsehfilm)
- 1982: Another World (Fernsehserie, eine Folge)
- 1982–1989: American Playhouse (Fernsehserie, vier Folgen)
- 1985: Spenser (Spenser: For Hire, Fernsehserie, eine Folge)
- 1987: Das Geheimnis meines Erfolges (The Secret of My Succe$s)
- 1987: Der Equalizer (The Equalizer, Fernsehserie, zwei Folgen)
- 1989: Monsters (Fernsehserie, eine Folge)
- 1989: Jacknife
- 1989: Mein Lieber John (Dear John, Fernsehserie, eine Folge)
- 1989, 1995: Junge Schicksale (ABC Afterschool Specials, Fernsehserie, zwei Folgen)
- 1990: Roseanne (Fernsehserie, drei Folgen)
- 1991: Das fremde Gesicht (Face of a Stranger, Fernsehfilm)
- 1992: Der Außenseiter (School Ties)
- 1993: Bounty Hunter (It’s Nothing Personal, Fernsehfilm)
- 1993: Shameful Secrets (Fernsehfilm)
- 1994–1995: Jung und Leidenschaftlich – Wie das Leben so spielt (As the World Turns, Fernsehserie)
- 1994–1995: Ein Strauß Töchter (Sisters, Fernsehserie, zwei Folgen)
- 1995: Sabrina
- 1996: Der Zufallslover (The Pallbearer)
- 1996: The Substance of Fire
- 1996: Thinner – Der Fluch (Thinner)
- 1996: Twisted
- 1998: Walking to the Waterline
- 1999: A Fish in the Bathtub
- 2000: Death of a Salesman (Fernsehfilm)
- 2000–2001: Für alle Fälle Amy (Judging Amy, Fernsehserie, zwei Folgen)
- 2001: Girls in the City (A Girl Thing, Fernsehfilm)
- 2001: Gilmore Girls (Fernsehserie, eine Folge)
- 2003: An Unexpected Love (Fernsehfilm)
- 2003: Cold Case – Kein Opfer ist je vergessen (Cold Case, Fernsehserie, eine Folge)
- 2004: Law & Order (Fernsehserie, eine Folge)
- 2004: Loopy (Kurzfilm)
- 2004: Law & Order: Special Victims Unit (Fernsehserie, eine Folge)
- 2004: Verrückte Weihnachten (Christmas with the Kranks)
- 2005: The Reader (Kurzfilm)
- 2009: In Memoriam (Kurzfilm)
- 2009: Alone (Kurzfilm)
- 2011: Homeland (Fernsehserie, eine Folge)
- 2012: Grey’s Anatomy (Fernsehserie, eine Folge)